# 研削といし取替試運転作業者
研削といし取替試運転作業者（けんさくといしとりかえしうんてんさぎょうしゃ）とは、労働安全衛生法に定める研削といしの取替え等の業務に係る特別教育を修了した者をいう。機械研削用といしと自由研削用といしの二つのコース（修得時間数が異なる）に分けられており、どちらかを受講し修了する必要がある。後者は俗にグラインダー特別教育とも言われている。なお、「といし」の漢字表記は「砥石」であるが、「砥」が常用漢字でないため、法令では「といし」表記で統一されている。

## 概要
この教育の根拠法は「労働安全衛生法」である。事業者（会社）に対して、研削といしの取替え又は取替え時の試運転の業務に就かせたい労働者（作業員）に、本稿による特別の教育を行うことを課している（安衛法第59条3）ものである。
あくまで安衛法上での事業者及び労働者に対して適用されるもので、個人が私的に使用（例えばDIY）するグラインダー等の研削といしの取替え又は取替え時の試運転については、この教育を受ける必要はなく、また、グラインダーなどの研削といしを使用する工具機械そのものを使用することについても、法令上特別な教育を行う必要はないが、事故や労働災害防止の観点から、初心者には本稿に準じた教育を行うか、装置の操作をよく理解している者（本稿による教育の修了者等）が指導することが望ましい。

## 種別と作業範囲
種別としては、「自由研削」と「機械研削」の２種類あり、いずれも特別教育修了者が自ら実施すべき作業範囲は「研削といしの取替え又は取替え時の試運転の業務」である。具体的には、「適合確認を実施し、適切なといしを正しく取り換えること」と「取り換えた後に試運転（3分間）」を行うことである。なお、日次使用前の試運転（１分間）については、教育を受けていない者でも可能である。この特別教育修了者に対して、監督業務（他の労働者に対する指導やといし、工具、機械の保守管理など）は、法的には発生せず、いわゆる「作業主任者」ではない。
取替え後や日次使用前にそれぞれ試運転を課しているのは、無負荷回転を一定時間実施することにより砥石や工具の不良を事前に発見するためであり、試運転中は万一の砥石の破壊に備え、できるだけ身体から離し、かつ砥石の飛散が想定される方向に人がいない場所で実施するとともに、音や振動をよく観察して異常時には速やかにスイッチを停止できる状態で行う。特に、砥石は適合確認を満たしたものであっても、保管や取扱の不良により肉眼や打音検査では判別できない不具合がある可能性があり、常に飛散するものと想定して十分安全配慮してに行う必要がある。
- 自由研削：機械を保持し、又は加工物を押し当てて研削、切断などの加工する機械
砥石か加工物のどちらかが非固定のもの。いわゆる「グラインダー」や「切断機」等の電動工具。グラインダーはグラインダーそのものが手工具で非固定、切断機は、一見両方固定に見えるが、手動でといしを押し当てるため、この自由研削に該当する。
- 機械研削：加工物を装置に固定し、固定された砥石を使用して切削、切断などの加工をする機械
砥石及び加工物の双方が固定されるもの。いわゆる「平面研削盤」や「円筒研削盤」等の工作機械である。

## 受講資格
- 満18歳以上

## 特別教育
- 事業者（企業等）又は都道府県労働局長登録教習機関により実施される。
- 安全衛生特別教育規程（昭和47年労働省告示第92号）で規定された履修時間は機械研削用砥石が10時間（以上）、自由研削用砥石が6時間（以上）となっている。

### 講習科目
機械研削用といしの取替え又は取替え時の試運転の業務に係る特別教育
- 学科

1. 機械研削用研削盤、機械研削用といし、取付け具等に関する知識（4時間）
2. 機械研削用といしの取付け方法及び試運転の方法に関する知識（2時間）
3. 関係法令（1時間）

- 実技

1. 機械研削用といしの取付け方法及び試運転の方法（3時間）

自由研削用といしの取替え又は取替え時の試運転の業務に係る特別教育
- 学科

1. 自由研削用研削盤、自由研削用といし、取付け具等に関する知識（2時間）
2. 自由研削用といしの取付け方法及び試運転の方法に関する知識（1時間）
3. 関係法令（1時間）

- 実技

1. 自由研削用といしの取付け方法及び試運転の方法（2時間）

## グラインダー
- 携帯用グラインダー、床上グラインダー、両頭グラインダー、スインググラインダー、ワゴングラインダー、切断機、木工機械等に研削といしを取付けて使用するもの（機械研削盤は除く。）等